# Blink (cómic)
Blink (Clarice Ferguson) —en España también conocida como Destello— es un personaje de ficción, una superheroína que aparece en los cómics estadounidenses publicados por Marvel Comics, por lo general los que presentan a los X-Men. Creada por el guionista Scott Lobdell y el dibujante Joe Madureira, Blink es la mutante de piel rosada líder de los Exiles, un grupo encargado de corregir problemas en varios mundos alternativos y líneas temporales divergentes en el Multiverso Marvel. «Redefinida» a partir de una variante de la Tierra-616 del personaje creado previamente por Lobdell y Madureira para el crossover «The Phalanx Covenant» como miembro de la Generación X asesinada por la Phalanx, y que apareció por primera vez en The Uncanny X-Men #317 (octubre de 1994), la «Blink Rosada» de Tierra-295 es considerada un personaje revelación, siendo la protagonista de la serie en curso Exiles y de la serie limitada Blink.
Una versión china de Blink llamada Clarice Fong aparece en el largometraje de X-Men, X-Men: días del futuro pasado (2014), interpretada por Fan Bingbing, y Jamie Chung posteriormente interpretó una versión más joven de Fong en la serie de televisión The Gifted (2017-2019).

## Historial de publicaciones
Fue creada por Scott Lobdell y Joe Madureira y apareció por primera vez en Uncanny X-Men # 317 en (1994).
Una mutante inestable con la capacidad de teletransportarse, Blink (que traduce literalmente 'parpadeo') fue una de los mutantes capturados por la Falange durante el evento de transición del Universo-X de 1994 Phalanx Covenant. En forma impresa, el personaje murió un mes después de su primera aparición. La versión del universo primario de Blink volvió a la publicación en 2009.
Lobdell y Madureira redefinieron a Blink como un personaje más seguro y asertivo en la historia paralela del universo «Era de Apocalipsis» (1995). Como resultado de su redefinición y mayor exposición durante ese evento, Blink se convirtió en una de las favoritas de los fanes, como se ejemplifica en su regreso en el título regular Exiles en 2001. El personaje apareció en la serie limitada Blink de cuatro números en 2000.

## Historia
Blink apareció por primera vez en el arco argumental «Phalanx Covenant» como una mutante inexperta que puede teletransportarse, y que muere asesinada por la raza titular. La versión más difundida de Blink es una variante proveniente de la realidad alternativa de Tierra-295  de la «Era de Apocalipsis». Al igual que su homóloga de Tierra-616, nació con la piel rosada, pero exhibe un conjunto de poderes más refinado, ya que domina varios métodos para utilizarlos. Además de abrir portales de teletransporte, también puede concentrar su habilidad en jabalinas cortas, transparentes y parecidas al cristal, que teletransportan a las personas u objetos que tocan. Puede cargar sus jabalinas para que atraviesen objetos teletransportando la materia a otro lugar al golpear, o puede cargarlas para aturdir a sus oponentes y dejarlos inconscientes «fuera de fase». Suele llevar varias en un carcaj a la espalda, pero puede fabricarlas de una en una a voluntad. Su teletransporte siempre va acompañado de un sonido de blink (en inglés, parpadeo), del que toma su nombre en clave. Ha demostrado en numerosas ocasiones ser una hábil luchadora cuerpo a cuerpo, y se desconoce si su agilidad mejorada es el resultado del simple entrenamiento o una consecuencia de su mutación.

### Comienzos
En las continuidad primaria de la Tierra-616 del Universo Marvel, los extraterrestres tecno-orgánicos llamados los Phalanx la capturaron junto a jóvenes para asimilar sus poderes. Blink le temía a sus poderes, ya que la primera vez que hizo uso de ellos despertó en un charco de sangre. Clarice no podía controlar correctamente sus poderes, y al parecer no era capaz de transportar cualquier cosa en forma intacta y cualquier objeto o persona atrapada en el campo de transportación de Blink eran triturados. Al intentar proteger a sus compañeros, quedó atrapada en su propio campo de transportación y al parecer murió en el proceso.

### Dark Reign
Cuando Hércules viaja al Inframundo, Blink es uno de los personajes muertos que se ven en el juego Erebus para su resurrección. A diferencia de los demás, Blink se queda parada allí viéndolos apostar.

### Necrosha
Antes de los acontecimientos de Necrosha, Selene comenzó a reunir un nuevo Círculo Interno que consistía en mutantes con poderes relacionados con la muerte. Ella tomó un barco hasta el lugar donde había luchado Blink por última vez y extendiendo su mano al aire, su mano pronto desapareció y Blink fue sacada de la nada, aún con la misma ropa de su última pelea. Selene informa Blink que ha estado buscándola durante mucho tiempo y la escuchó gritar pidiendo ayuda. Selene le dice que Emma Frost también la oía, pero no hizo nada, diciendo que era demasiado peligroso rescatarla. Selene convence a Blink de unirse a su causa, diciéndole que era capaz de poner fin a su dolor. Varias semanas después, Selene y Blink van a Nueva Orleans, donde Clarice mata a un hombre usando sus poderes para dividirlo en múltiples fragmentos y toman su mansión como su nueva base.
Blink visita el lugar de nacimiento de Selene en Europa antes de viajar a Roma y Nueva York, donde asesinan a la sucursal de Nueva York del Club Fuego Infernal. Después de que terminen, ella transporta las fuerzas de Selene a Utopía donde atacan a los X-Men antes de regresar a Selene, donde luego viajan a Genosha.
Cuando Selene despacha su Círculo Interior para recuperar el cuchillo místico necesario para completar su ritual, Blink los teletransporta a Utopía para que atacaran a los X-Men. En el enfrentamiento, Emma Frost la reconoce. Durante la pelea, Blink y Senyaka atacan a Archagel, y Senyaka lo atrapa con sus espirales y lo restringe antes de que Blink use sus poderes para aniquilar las alas de Arcángel.
Después de encontrar el cuchillo, Blink se transporta a Genosha con Warpath capturado. Blink está presente cuando Eli Bard le da el cuchillo a Selene y es asesinado en el proceso. Posteriormente, es enviada junto con Ave de Trueno para vigilar a Warpath, sin embargo eventualmente es rescatado por Vanisher.

### Para servir y proteger
Tiempo después de los acontecimientos de Necrosha, Emma Frost y un pequeño equipo de X-Men (Pixie, Husk, Warpath y Doctor Strange) ubican a Blink en Europa Oriental, donde se está recuperando de la batalla en Utopía. Después de una breve batalla, Blink estuvo a punto de suicidarse, pero es detenida por Emma, quien le dice que Selene le mintió. Sintiendo remordimiento y culpa por matar por órdenes de Selene, Blink se derrumba y Emma trata de asegurarle que no fue su culpa y le ofrece estar allí para ella también como un lugar con los X-Men. Abrumado por la emoción, Blink se teletransporta alegando que no puede y es visto por última vez mirando hacia el amanecer en San Francisco.

### Nuevos Mutantes
Cyclops ordenó a Moonstar y a los New Mutants que buscaran a Blink para traerla a casa. Cyclops había visto a Blink salvar a varias personas de muchos desastres, motivo que lo llevó a enviar a los New Mutants a encontrarla. El equipo descubre que Blink forma parte de una banda extraterrestre que generaraba energía de caos. El equipo detiene a la banda y lanza su nave al espacio. Moonstar le dice a Cyclops que le había ofrecido a Blink dos opciones: unirse a los mutantes en Utopía o ir a la Escuela de Jean Grey de Educación Superior. Blink eligió al equipo de Wolverine y fue a Westchester.

## Poderes y hablidades
Blink tiene la habilidad de transportarse a sí misma y a otros a su voluntad. Puede transportar grandes grupos de personas. También puede utilizar estos poderes de una manera destructiva, transportando solo partes de objetos. Puede abrir portales que desvían proyectiles e incluso a sus enemigos. Los portales de Blink suelen ser de color rosa
La piel de Blink es de color lila, su cabello de color rosa oscuro, tiene orejas puntiagudas y ojos con pupilas verdes. También tiene marcas de color rosa en su cara, aunque no son ni cicatrices ni tatuajes.

## Apariciones en otros medios

### Televisión
- Blink tuvo un cameo en el episodio "Bloodlines" de la serie animada de 1990 X-Men.

- Blink apareció por primera vez en la serie Wolverine y los X-Men en el episodio "Líneas de Batalla". En la serie, ella reside en Genosha, y también es asistente de Magneto, quien la ha convertido en un santuario seguro para todos los mutantes. Ella ayuda usando sus poderes de transportación para transportar a Magneto y sus seguidores a otras partes del mundo. Forma parte de los Acólitos de Magneto. Blink acompaña a Magneto con el Senador Kelly y usa su habilidad para transportar a Sybil Zane a una carretera con varios autos avanzando. Más tarde se ve teletransportando a Magneto y Quicksilver cuando la Bruja Escarlata los exilió de Genosha.

- Blink rebautizada como Clarice Fong aparece en la nueva serie The Gifted interpretada por la actriz Jamie Chung, después de la película del 2014, como la novia real de John Proudstar (Thunderbird).[9]

### Cine
La actriz Fan Bingbing interpreta a Blink rebautizada como Clarice Fong en la película de 2014 X-Men: días del futuro pasado. En la película, Blink es uno de los pocos mutantes que quedan en un futuro posapocalíptico donde los Centinelas han exterminado a los mutantes como uno de los últimos X-Men restantes. Al principio, ella, Iceman, Warpath y Sunspot luchan contra los Centinelas mientras Kitty Pryde y Bishop huyen para viajar de regreso antes del evento. Blink y los demás terminan asesinados, pero Kitty envía a Bishop a tiempo antes del ataque, modifica la línea de tiempo y los salva. Los X-Men luego se retiran a un monasterio en China, donde hacen que Kitty envíe a Wolverine al pasado para alterar la línea de tiempo, con Blink y los X-Men restantes defendiendo el escondite. En última instancia, ella termina asesinada por los Centinelas, justo antes de que Wolverine logre arreglar la línea de tiempo. Su destino después es desconocido.

### Videojuegos
Blink es un NPC en X-Men Legends II: Rise of Apocalypse, con la voz de Tara Strong. Ella ofrece sus habilidades de teletransportación para el jugador después de que ella es rescatada en Genosha.